# 트르나바구

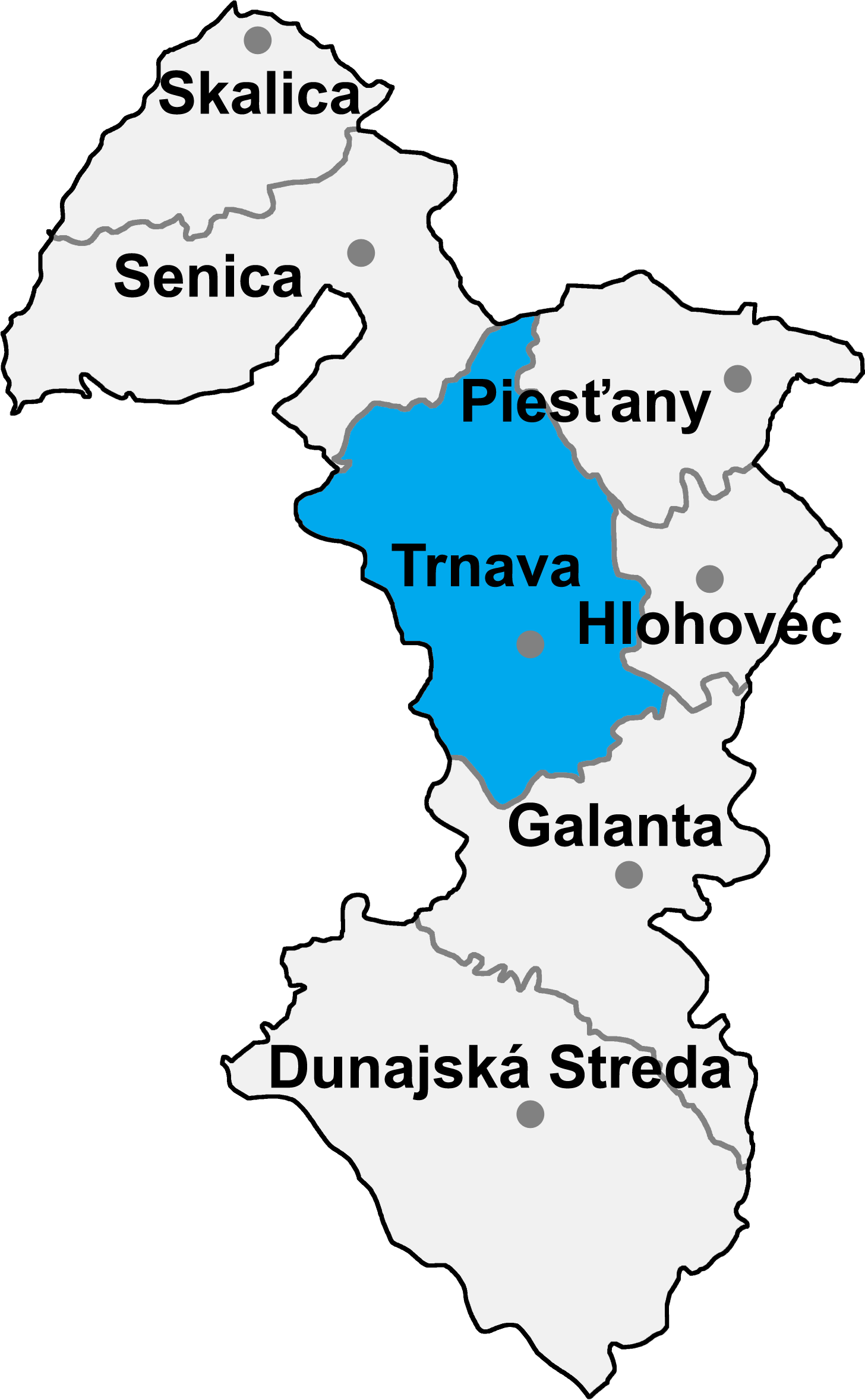
트르나바구의 위치

트르나바구(슬로바키아어: Okres Trnava)는 슬로바키아 트르나바주를 구성하는 7개 구 가운데 하나로 행정 중심지는 트르나바이며 면적은 741.33km2, 인구는 129,946명(2014년 기준), 인구 밀도는 175.29명/km2이다.
트르나바주 서부에 위치하며 45개 지방 자치체(1개 시, 44개 마을)를 관할한다. 북서쪽으로는 세니차구, 북쪽으로는 트렌친주 미야바구, 북동쪽으로는 피에슈탸니구, 동쪽으로는 흘로호베츠구, 남쪽으로는 갈란타구, 남서쪽으로는 브라티슬라바주 세네츠구, 서쪽으로는 브라티슬라바주 페지노크구, 말라츠키구와 접한다.